# Louis Falco
Louis Falco (Nueva York, 2 de agosto de 1942-ib., 26 de marzo de 1993) fue un bailarín y coreógrafo estadounidense. Fue una estrella de la Compañía de José Limón —quien creó coreografías para él— y, posteriormente, se hizo muy famoso más allá del ballet por sus contribuciones en las coreografías de películas y de grupos musicales.

## Biografía

### Carrera como bailarín
Hijo de inmigrantes procedentes del Sur de Italia, comenzó sus estudios de danza en la década de 1950 con Murray Louis y Alwin Nikolaisen en The Henry Street Playhouse. Posteriormente asistió a la High School of Performing Arts y allí, como estudiante, llegó a bailar con Charles Weidman. En 1960 comenzó su carrera profesional en la Compañía de Danza de José Limón, en la que fue bailarín durante diez años, hasta 1970. En ese tiempo también colaboró con Flower Hujer, Alvin Ailey y Donald McKayle. En 1974-1975, en Broadway, bailó con Rudolf Nuréyev la coreografía de Limón The Moor's Pavane. En su función de despedida, en La Scala de Milán, actuó Luciana Savignano y juntos bailaron The Eagle's Nest.  Falco tuvo una extraordinaria reputación como bailarín.

### Carrera como coreógrafo
Falco debutó como coreógrafo en 1967. Fue uno de los primeros coreógrafos que colaboró con bandas de rock. Creó la Compañía de Danza Louis Falco (Louis Falco Dance Company) y ganó gran popularidad al encargarse de la coreografía de la película Fama, cuyo gran éxito le permitió trabajar en numerosos proyectos cinematográficos (como El corazón del ángel) y comerciales, incluidos muchos vídeos para artistas de la MTV. 
La última interpretación en Nueva York de la Compañía de Danza Louis Falco fue en 1982, en la inauguración del Teatro Joyce.
Falco murió enfermo de sida en 1993.